# 카스텔리
카스텔리(이탈리아어: Castelli)는 이탈리아 아브루초주 테라모도에 위치한 코무네다. 그란산소 에 몬티델라라가 국립공원에 위치한다.
16세기부터 18세기까지 유럽의 고위층들에게 수집되었을 정도로 정점을 이뤘고 오늘날에는 지역의 예술가들에게 만들어지는 마욜리카로 유명하다. 특히 카스텔리 마욜리카는 러시아의 차르들이 선호한 식기류였다. 카스텔리 마욜리카 중에서 가장 가치가 높은 것 중 하나가 러시아 상트페테르부르크에 있는 국립겨울궁전 유산 박물관에서 소장 중이다.